# Miracle Shoujo Limit-chan
Чудо девочка Лимит-тян (яп. ミラクル少女リミットちゃん Миракуру сёдзё Римитто-тян) — японский аниме-сериал в жанре махо-сёдзё, состоящий из 25 серий. Является адаптацией одноимённой манги Синдзи Нагасимы. Сериал был снят на студии Toei Animation и впервые вышел в эфир на TV Asahi в 1973 году.

## Сюжет
Учёный теряет жену и дочь в авиакатастрофе, но ему удаётся возродить свою маленькую дочь в теле робота. Малышка Лимит (Кибернелла в итальянской версии) становится киборгом, который может испытывать человеческие эмоции и чувства, а также она получает особые способности — она может быстро бегать, у неё большая физическая сила, и она может превращаться во взрослую девушку. Отец Лимит мечтает о том дне, когда он сможет вернуть свою дочь в нормальное тело: Лимит живёт обычной жизнью, скрывая свой секрет от одноклассников, но пользуется своими суперспособностями, чтобы помочь людям, попавшим в беду, тем не менее она мучается из-за своей «особенности».

## Роли озвучивали
- Ёко Кури — Лимит-тян
- Хидэкацу Сибата — Папа
- Масако Нодзава — Томи-тян